# زیردریایی کی-۲۷۹
زیردریایی کی-۲۷۹ (به انگلیسی: Soviet submarine K-279) یک زیردریایی بود که طول آن ۱۳۹ متر (۴۵۶ فوت ۰ اینچ) بود. این زیردریایی در سال ۱۹۷۲ ساخته شد.